# Schayera baiulus
Schayera baiulus là một loài châu chấu thuộc họ Acrididae, đặc hữu của Úc.